# Aberdeenshire Shield
Aberdeenshire Shield, tương tự Aberdeenshire Cup, là một giải đấu dành cho các câu lạc bộ ở Aberdeenshire. Giải đấu lần đầu tiên được tổ chức vào mùa giải Highland Football League 1990–91 và đội vô địch là Cove Rangers.

Aberdeenshire Shield ban đầu chỉ được tham gia bởi các đội thuộc Highland League. Tuy nhiên trong những năm gần đây, các đội như Aberdeen, Peterhead, Banks O' Dee và Aberdeen University đã tham gia thi đấu. Trận chung kết thường được diễn ra trên một sân trung lập thích hợp.
Đương kim vô địch là Fraserburgh, cũng là đội thành công nhất với 7 chức vô địch.
| Mùa giải | Vô địch              | Tỉ số                    | Á quân               |
| -------- | -------------------- | ------------------------ | -------------------- |
| 1990-91  | Cove Rangers         | 1-0 sau hiệp phụ         | Fraserburgh          |
| 1991-92  | Fraserburgh          | 2-2 sau hiệp phụ (ph.đ.) | Deveronvale          |
| 1992-93  | Buckie Thistle       | 3-2                      | Huntly               |
| 1993-94  | Fraserburgh          | 4-2                      | Keith                |
| 1994-95  | Deveronvale          | 1-0                      | Cove Rangers         |
| 1995-96  | Fraserburgh          | 2-1 sau hiệp phụ         | Peterhead            |
| 1996-97  | Fraserburgh          | 6-3 sau hiệp phụ         | Peterhead            |
| 1997-98  | Keith                | 3-2                      | Peterhead            |
| 1998-99  | Peterhead            | 3-1                      | Keith                |
| 1999-00  | Fraserburgh          | 2-1                      | Keith                |
| 2000-01  | Cove Rangers         | 3-0                      | Buckie Thistle       |
| 2001-02  | Keith                | 3-2                      | Fraserburgh          |
| 2002-03  | Deveronvale          | 3-2                      | Inverurie Loco Works |
| 2003-04  | Inverurie Loco Works | 4-1                      | Deveronvale          |
| 2004-05  | Keith                | 3-1 sau hiệp phụ         | Inverurie Loco Works |
| 2005-06  | Keith                | 2-1                      | Inverurie Loco Works |
| 2006-07  | Keith                | 3-0                      | Fraserburgh          |
| 2007-08  | Buckie Thistle       | 3-0                      | Inverurie Loco Works |
| 2008-09  | Cove Rangers         | 2-0                      | Banks O' Dee         |
| 2009-10  | Peterhead            | 3-0                      | Inverurie Loco Works |
| 2010-11  | Turriff United       | 2-0                      | Aberdeen             |
| 2011-12  | Fraserburgh          | 5-0                      | Banks O' Dee         |
| 2012-13  | Turriff United       | 6-1                      | Cove Rangers         |
| 2013-14  | Inverurie Loco Works | 5-0                      | Turriff United       |
| 2014-15  | Turriff United       | 4-3                      | Fraserburgh          |
| 2015-16  | Fraserburgh          | 1-0                      | Cove Rangers         |

## Danh sách đội vô địch
| Câu lạc bộ           | Số lần vô địch | Lần vô địch gần đây nhất |
| -------------------- | -------------- | ------------------------ |
| Fraserburgh          | 7              | 2015-16                  |
| Keith                | 5              | 2006-07                  |
| Cove Rangers         | 3              | 2008-09                  |
| Turriff United       | 3              | 2014-15                  |
| Buckie Thistle       | 2              | 2007-08                  |
| Deveronvale          | 2              | 2002-03                  |
| Inverurie Loco Works | 2              | 2013-14                  |
| Peterhead            | 2              | 2009-10                  |